# Цензура в США

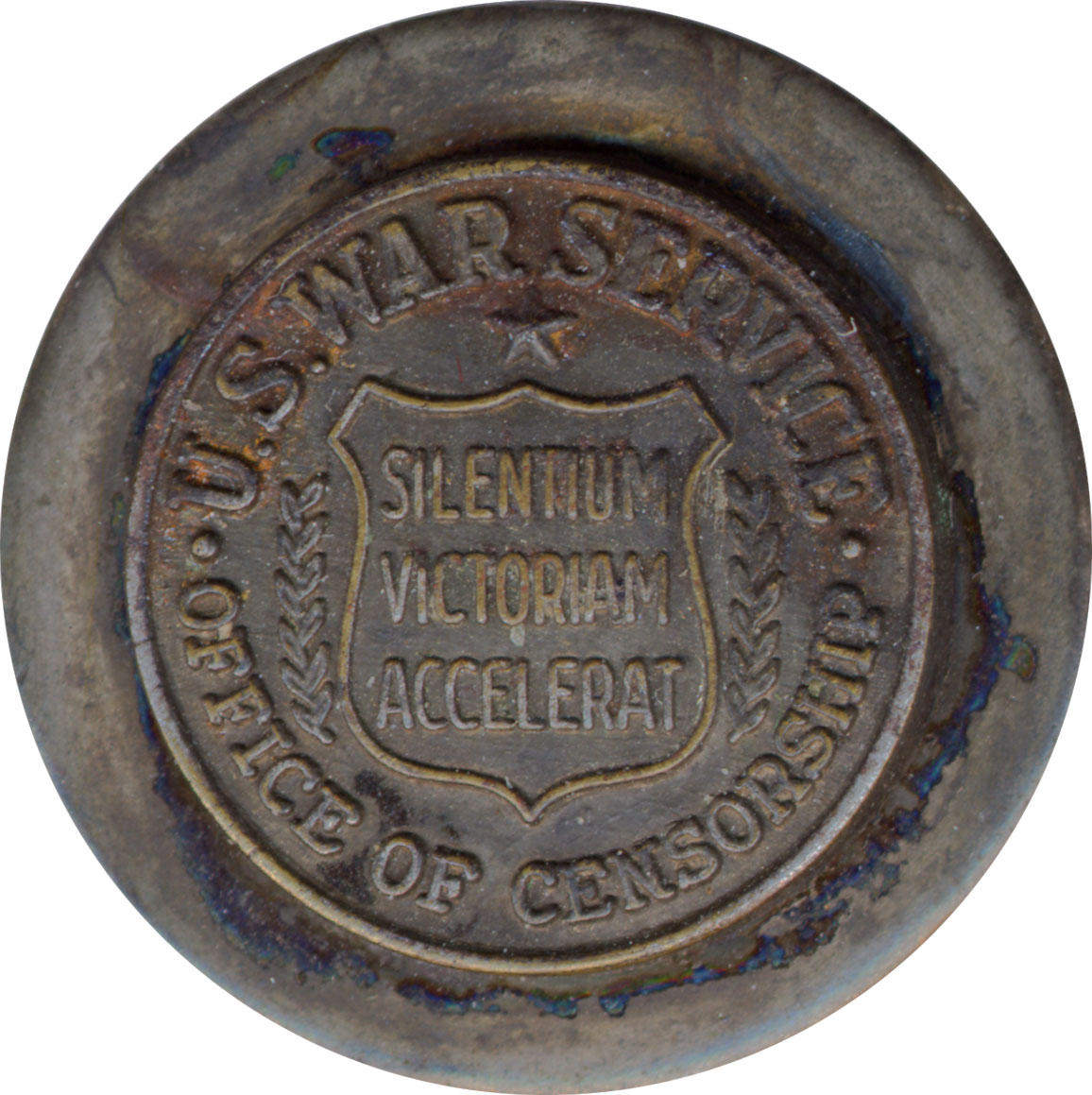
Значок сотрудника Офиса Цензуры, действовавшего в 1941—1945 годах.

Цензура в США — контроль власти в США за содержанием и распространением информации с целью ограничения либо недопущения распространения идей и сведений, признаваемых этой властью нежелательными. Хотя в США свобода слова защищается Первой поправкой к Конституции США, она ограничивается рядом законов и судебных решений.
В целом в США принцип свободы слова соблюдается лучше, чем в подавляющем большинстве стран мира.

## История
Исторически закреплённая Первой поправкой к Конституции свобода слова и американские обычаи позволяли свободно обсуждать практически любую тему.
Уже в 1798 году конгрессом США был принят закон о подрывной деятельности (Sedition act of 1798), запрещающий «писать, печатать, говорить или публиковать…любое ложное, скандальное или злобное» сочинение о правительстве, президенте и конгрессе США (но не о вице-президенте) с наказанием за нарушение до 2 лет тюрьмы. Закон перестал действовать 3 марта 1801 года, когда к власти пришел Томас Джефферсон, бывший до этого вице-президентом США.
Законом о шпионаже от 1917 года устанавливалось наказание до 20 лет тюрьмы за «распространение ложной информации о вооружённых силах США с целью помешать их операциям, вызвать бунт или помешать набору в армию». По этому закону на 10 лет заключения был осужден социалист Юджин Дебс. Вскоре его действие было расширено актом о подрывной деятельности 1918 года, запрещающий «произносить, печатать, писать или публиковать любые нелояльные, непристойные, оскорбительные или грубые сочинения» о конституции, правительстве и вооружённых силах США. За принятием этих законов последовали Рейды Палмера против диссидентов. Закон прекратил своё действие в конце 1920 года.
В 1940 году был принят Акт Смита, определяющий как преступника любого, кто:
сознательно или умышленно защищает, подстрекает, консультирует или преподает об обязанности, необходимости, желательности или правильности свержения правительства Соединенных Штатов или правительств каких-либо штатов, территорий, округов и владений вооруженным путём или с помощью насилия, или организации какого-либо объединения, которое обучает, консультирует или подстрекает к свержению, или всякого, кто стал членом или связан с какими-либо подобными объединениями».
 Закон использовался главным образом для политических преследований в отношении троцкистов и коммунистов. Эти преследования прекратились в 1957 году после решений Верховного Суда, признавшего их неконституционными. Формально закон остаётся в силе, хотя фактически последний раз он применялся в 1961 году.
По рейтингу «Индекс свободы слова в мире за 2008 год» США занимали 41 место из 173. Есть случаи автоцензуры непристойности.
В настоящее время, судья может запретить разглашать определённую информацию (т. н. Gag order), если сочтёт, что это может помешать осуществлению правосудия.

## Почтовая цензура

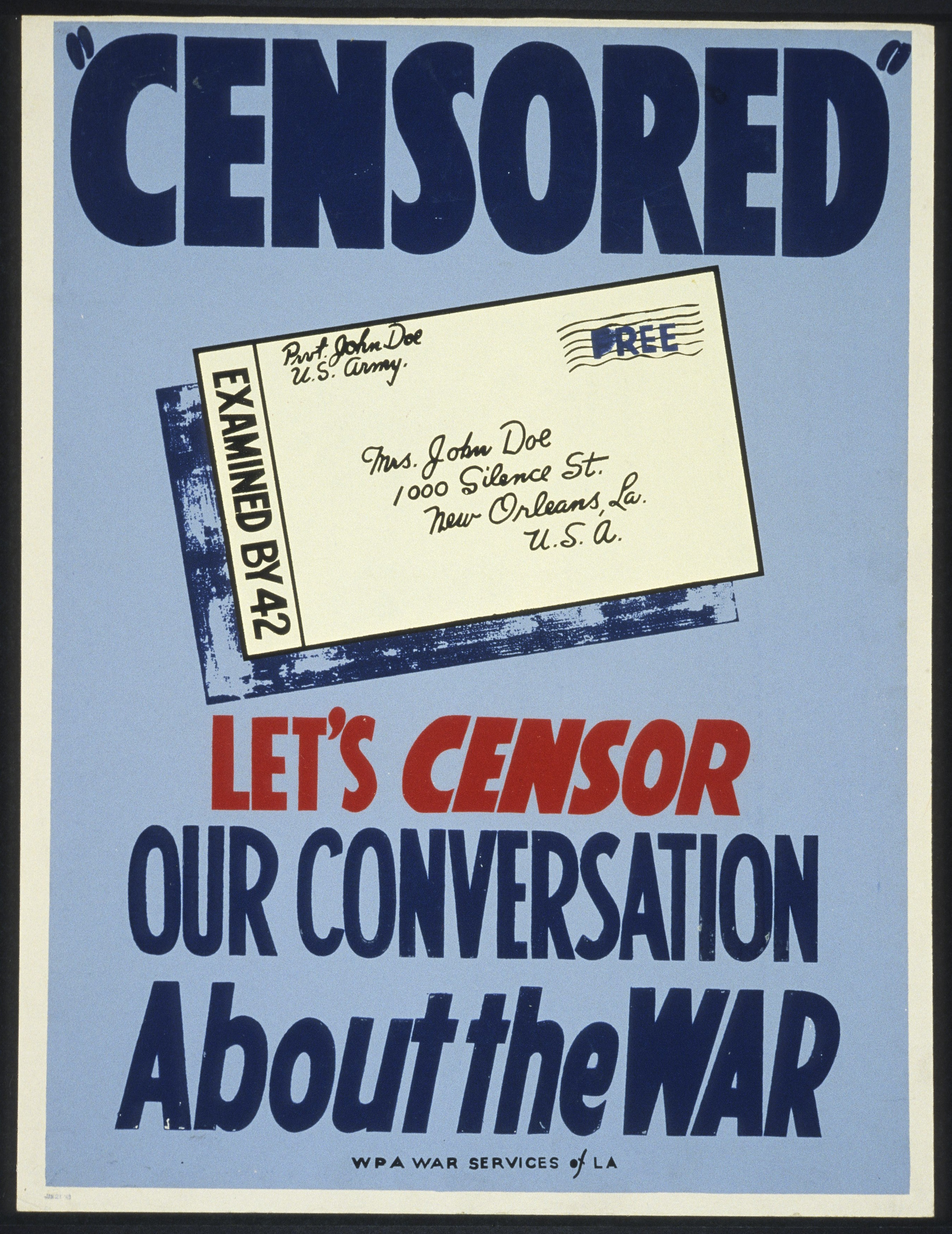
Американский плакат времен Второй мировой войны. Изображено солдатское письмо, прошедшее цензуру.

С начала 1800 годов в большинстве штатов существовали законы, запрещающие пересылку непристойных материалов по почте. В 1873 году был принят федеральный закон, запрещающий пересылку непристойных материалов по почте, получивший название закона Комстока (Comstock law). В различное время под определение «непристойной литературы», запрещённой к пересылке, попадали такие книги как «Молл Фландерс» Даниэля Дефо, «Улисс» Джеймса Джойса, «Кандид» Вольтера, «Декамерон» Боккаччо, «Тысяча и одна ночь» и многие другие.

## Библиотеки
Американская библиотечная ассоциация ежегодно составляет список десяти книг, вызвавших наибольшее противодействие, измеряемое по числу письменных жалоб в библиотеки и школы с требованием убрать определенную книгу из библиотеки. Среди книг попавших в десятку за 2011 год романы Лорен Миракл, Голодные игры, О дивный новый мир, Серия романов «Сплетница», Убить пересмешника.

## Цензура в кино
Одной из самых первых организаций, производящей отбор кинокартин, была «Национальная комиссия по просмотру художественных фильмов», учрежденная в 1909 году.
В 1930 году Ассоциация производителей и прокатчиков фильмов (современная Американская ассоциация кинокомпаний) добровольно и по собственной инициативе приняла т. н. «Кодекс Хейса». В соответствии с кодексом, производители фильмов, входящие в Ассоциацию, обязались соблюдать три основополагающих принципа:
- Картины, подрывающие нравственные устои зрителей, недопустимы. Следовательно, нельзя изображать преступления, злодеяния, пороки и грехопадения таким образом, чтобы они вызывали симпатию в зрительской аудитории.
- Следует представлять нравственно «правильные» модели жизни
- Нельзя издеваться над законом, писаным или неписаным. Недопустимо склонять симпатии зрителей на сторону преступников и грешников.

В период Маккартизма частные группы давления[какие?] опубликовали т. н. «Чёрный список Голливуда».
1 ноября 1968 года Американской киноассоциацией была принята система оценки содержания кинокартины «Система рейтингов Американской киноассоциации», ограничивающая аудиторию фильмов, содержащих насилие и сексуальные сцены, за счет исключения из неё детей и подростков. Благодаря действию этой системы несовершеннолетние граждане ограничены в доступе к просмотру фильма из-за используемых в нём языка, темы секса, насилия или изображения употребления наркотиков. Большинство кинотеатров следуют заведённой практике и могут потребовать показать документ, удостоверяющий возраст, перед продажей билетов
 (англ.).

## Цензура на телевидении
Компании некабельного телевидения (ABC, CBS, NBC) ограничивают содержание телепрограмм, не допуская эротические сцены и ненормативную лексику. Ограничения не распространяется на кабельное (платное) телевидение.

## Интернет-цензура
В отношении некоторых стран действуют санкции. В 2010 году власти США обязали крупнейшие сайты для разработчиков свободного софта SourceForge.net и Google Code закрыть доступ для пользователей Кубы, Ирана, Судана, Ливии, Сирии и Северной Кореи.
Согласно последнему (с июля по декабрь 2011 года) отчету Google Transparency Report власти США занимают первое место в мире по количеству запросов на удаление информации из сети, рост по сравнению с предыдущим периодом составил 103 %. Так же согласно данному отчету США лидируют по количеству запросов данных пользователей..
Министерство обороны США в 2007 году запретило доступ из своих сетей к ряду развлекательных сайтов, в том числе: youtube.com, 1.fm, pandora.com, photobucket.com, myspace.com, live365.com, hi5.com, metacafe.com, mtv.com, ifilm.com, blackplanet.com, stupidvideos.com и filecabi.com
Американист Иван Курилла считает, что наряду с отсутствием государственных запретов на распространение информации, в США, без привязки к государству, существует два вида ограничения права на свободу слова: мощное общественное мнение и корпоративная цензура, при которой «корпорации лишают пользователей возможностей высказываться на своих платформах»..
28 мая 2020 года Президент США Дональд Трамп издал Указ о предотвращении интернет-цензуры, в котором признал, что "Twitter, Facebook, Instagram и YouTube обладают огромной, если не беспрецедентной, властью формировать интерпретацию публичных мероприятий; подвергать цензуре, удалять или скрывать информацию; и контролировать то, что люди видят или не видят".